# 丹波日置站
丹波日置站（日语：／ Tamba-Hioki eki */?）是位於兵庫縣多紀郡城東町（現時：丹波篠山市日置），日本國有鐵道（國鐵）篠山線的鐵路車站（廢站）。

## 歷史
- 1944年（昭和19年）3月21日：篠山線開通，此站啟用[1]。
- 1958年（昭和33年）11月1日：車站職員繼續在站內當值，但是售票、檢票和收票是由車長負責[2]。
- 1972年（昭和47年）3月1日：篠山線全線廢除，此站也被廢除[3]。

## 車站構造
此站設有1面1線的單式月台。月台是在路軌南邊。

## 車站周邊
- 丹波篠山農協 日置Self SS（日语：JA-SS）
- 市營日置團地
- 篠山日置郵局
- 丹波篠山市政廳城東分所
- 丹波篠山市立城東公民館
- 丹波篠山市立城東小學

## 現狀
車站與路軌遺址變為國道372號。

## 相鄰車站
日本國有鐵道
篠山線
八上－丹波日置－村雲

## 注腳
1. ↑  「運輸通信省告示第78号」《官報》1944年3月20日 - 國立國會圖書館數碼化收藏
2. ↑  . 鐵道公報 (日本國有鐵道總裁室文書課). 1958-10-29: 7 （日语）.
3. ↑  1972年（昭和47年）2月1日日本國有鐵道公示第547號「運輸営業の廃止の件」

## 相關項目
- 日本鐵路車站列表 Ta